# 東柏崎駅
東柏崎駅（ひがしかしわざきえき）は、新潟県柏崎市小倉町にある、東日本旅客鉄道（JR東日本）越後線の駅である。

## 歴史
- 1912年（大正元年）11月11日：越後鉄道の比角駅（ひすみえき）として開業する[1][2]。
- 1927年（昭和2年）10月1日：越後鉄道が国有化され、国鉄越後線となる[2]。
- 1953年（昭和28年）11月：現在の木造駅舎が竣工する[1]。
- 1969年（昭和44年）
  - 10月1日：東柏崎駅に改称[1][2]。
  - 11月：連絡跨線橋が完成[3]。
- 1973年（昭和48年）12月1日：貨物の扱いを廃止[2]。
- 1982年（昭和57年）5月31日：全線でCTC導入に伴い、業務委託駅となる[4][5]。
- 1984年（昭和59年）2月1日：荷物の扱いを廃止[2]。
- 1987年（昭和62年）4月1日：国鉄分割民営化により、JR東日本の駅となる[2]。

## 駅構造
相対式ホーム2面2線を有する地上駅で、1番線のみを運用し2番線は供用を停止している。2番線の場内信号機・出発信号機においては使用を停止していることから、交換駅としての機能は有しておらず、閉塞境界としてのみ機能する状態である。
無人駅で、柏崎駅が当駅を管理する。駅構内には待合室、乗車駅証明書発行機、化粧室などが設置されている。切符販売窓口部分は閉鎖されて掲示スペースとなっている。駅舎右側には、駅東西を連絡する連絡跨線橋がある。

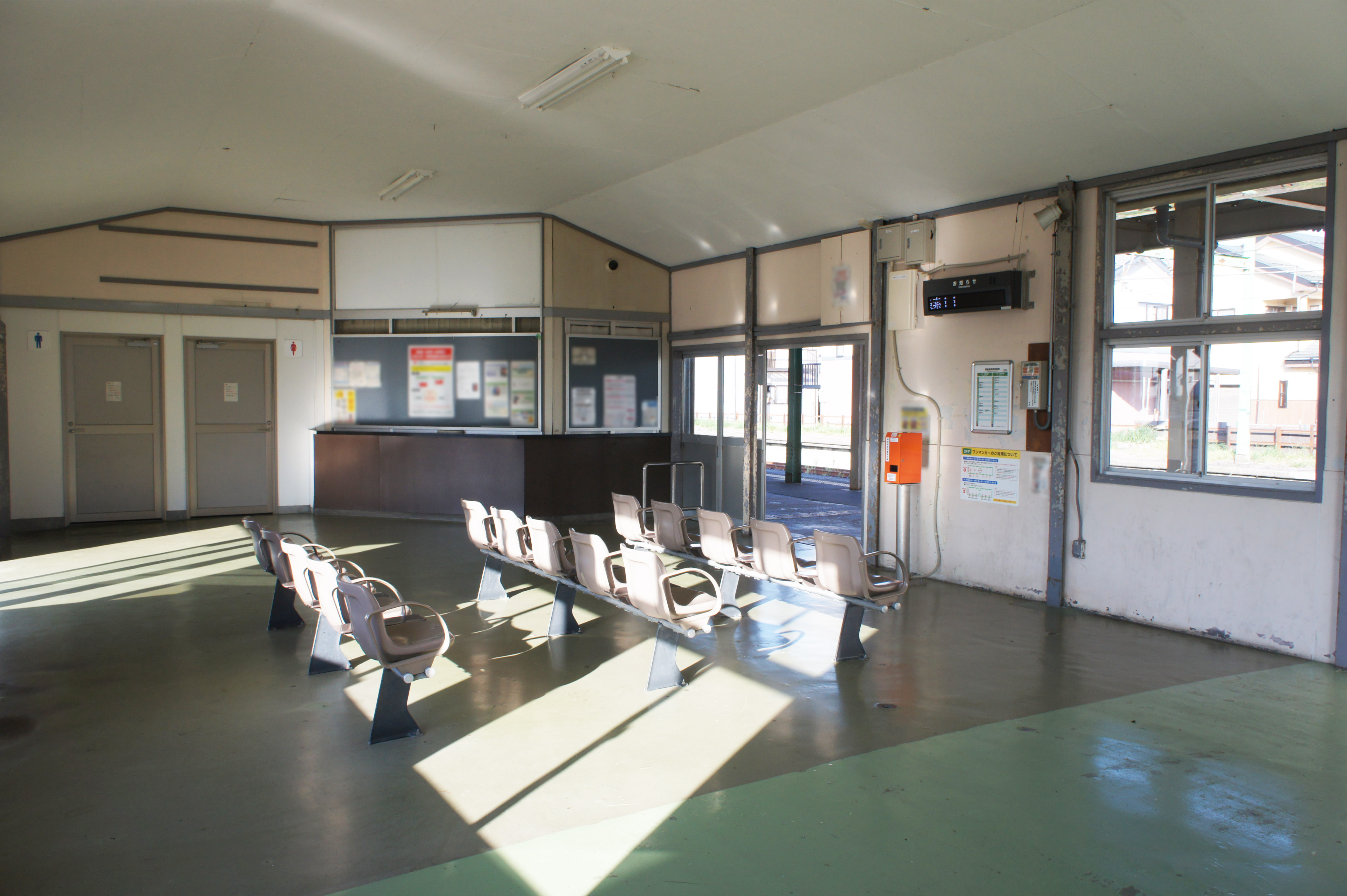
待合室（2021年9月）
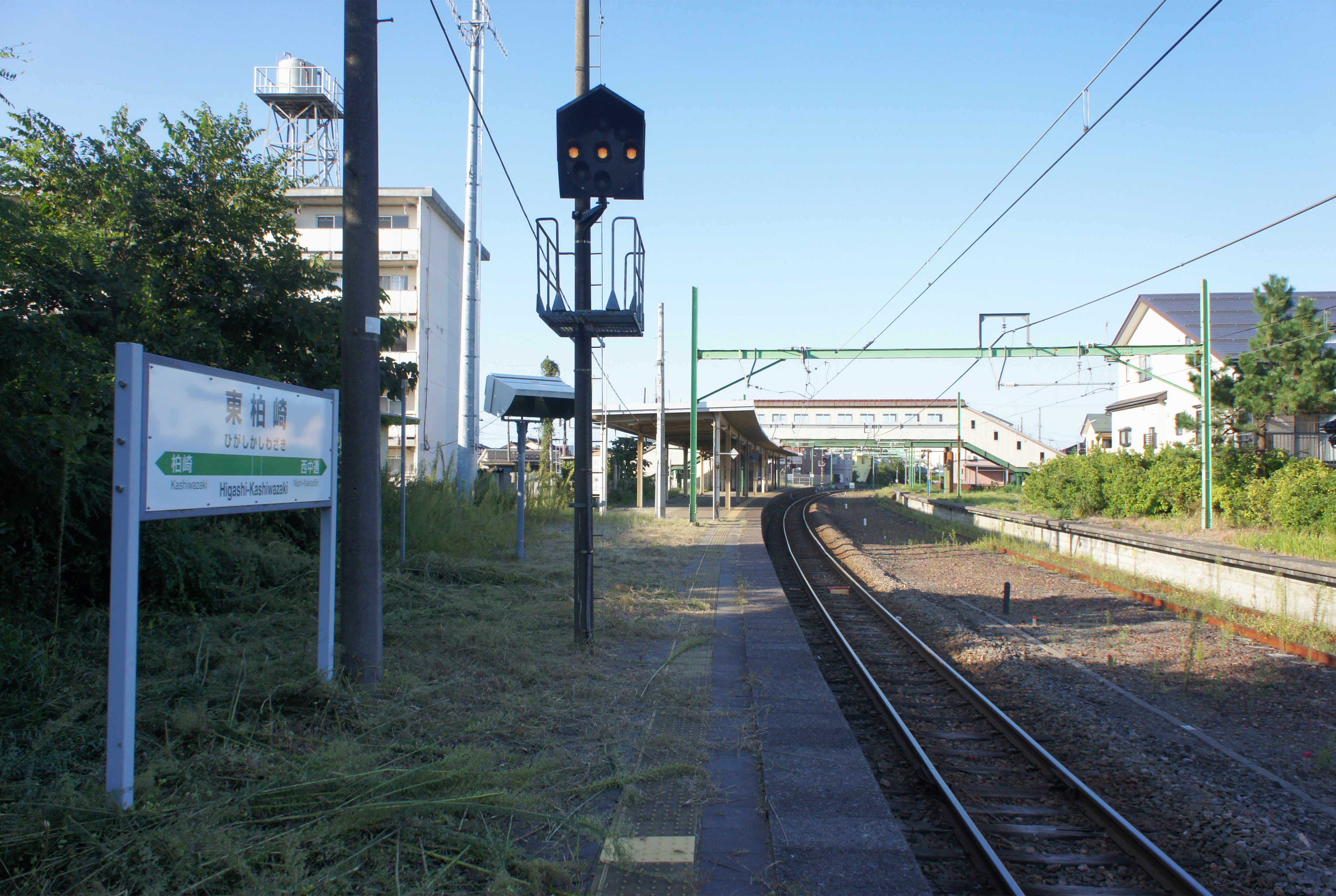
ホーム（2021年9月）
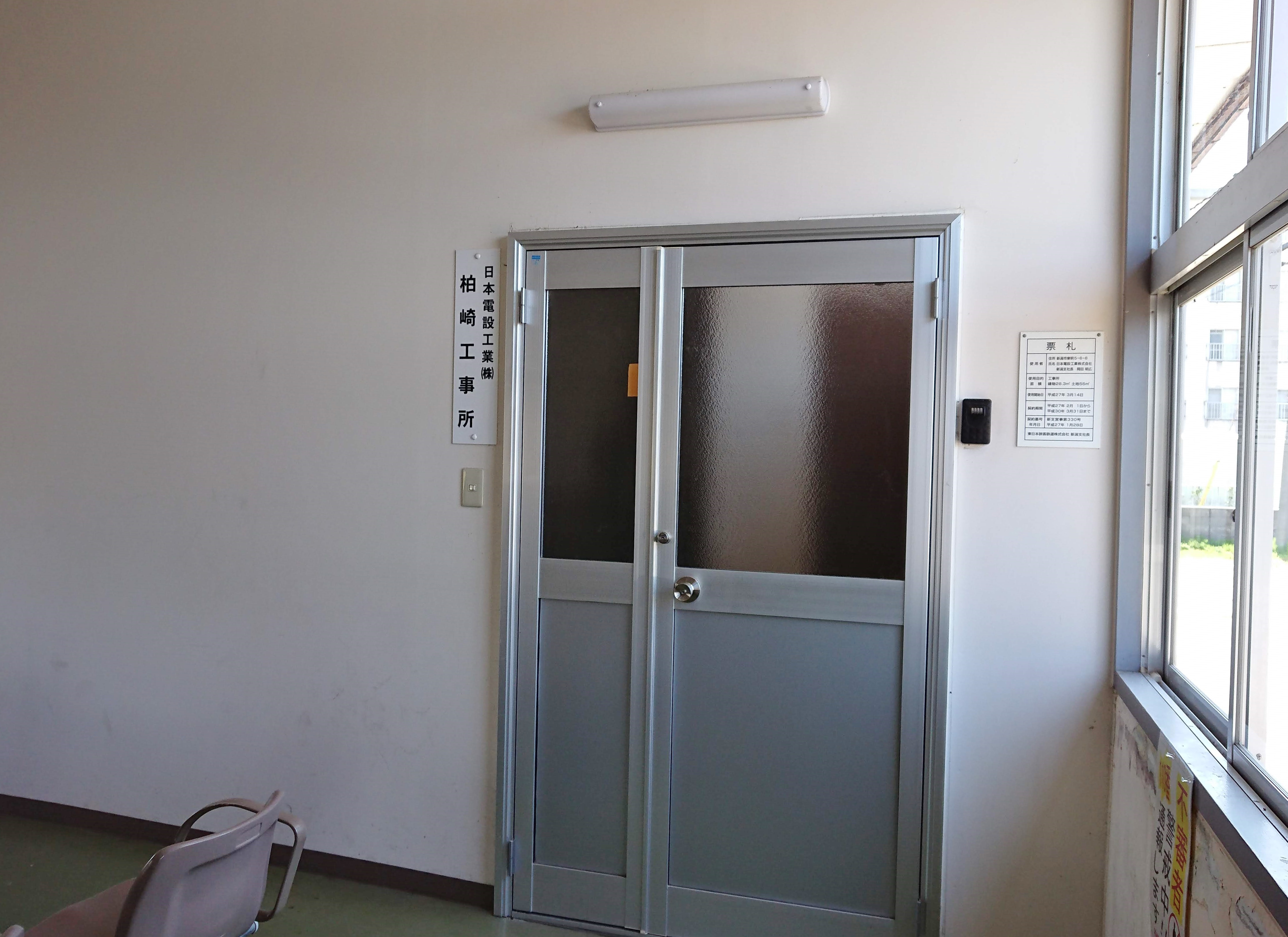
駅舎に入居する日本電設工業の工事所（2019年5月）

## 利用状況
「柏崎市統計年鑑」によると、2005年度（平成17年度）- 2010年度（平成22年度）の1日平均乗車人員の推移は以下のとおりであった。
| 乗車人員推移       | 乗車人員推移     | 乗車人員推移 |
| 年度               | 1日平均 乗車人員 | 出典         |
| ------------------ | ---------------- | ------------ |
| 2005年（平成17年） | 148              | [ 6 ]        |
| 2006年（平成18年） | 151              | [ 6 ]        |
| 2007年（平成19年） | 123              | [ 6 ]        |
| 2008年（平成20年） | 134              | [ 6 ]        |
| 2009年（平成21年） | 131              | [ 6 ]        |
| 2010年（平成22年） | 120              | [ 7 ]        |

## 駅周辺

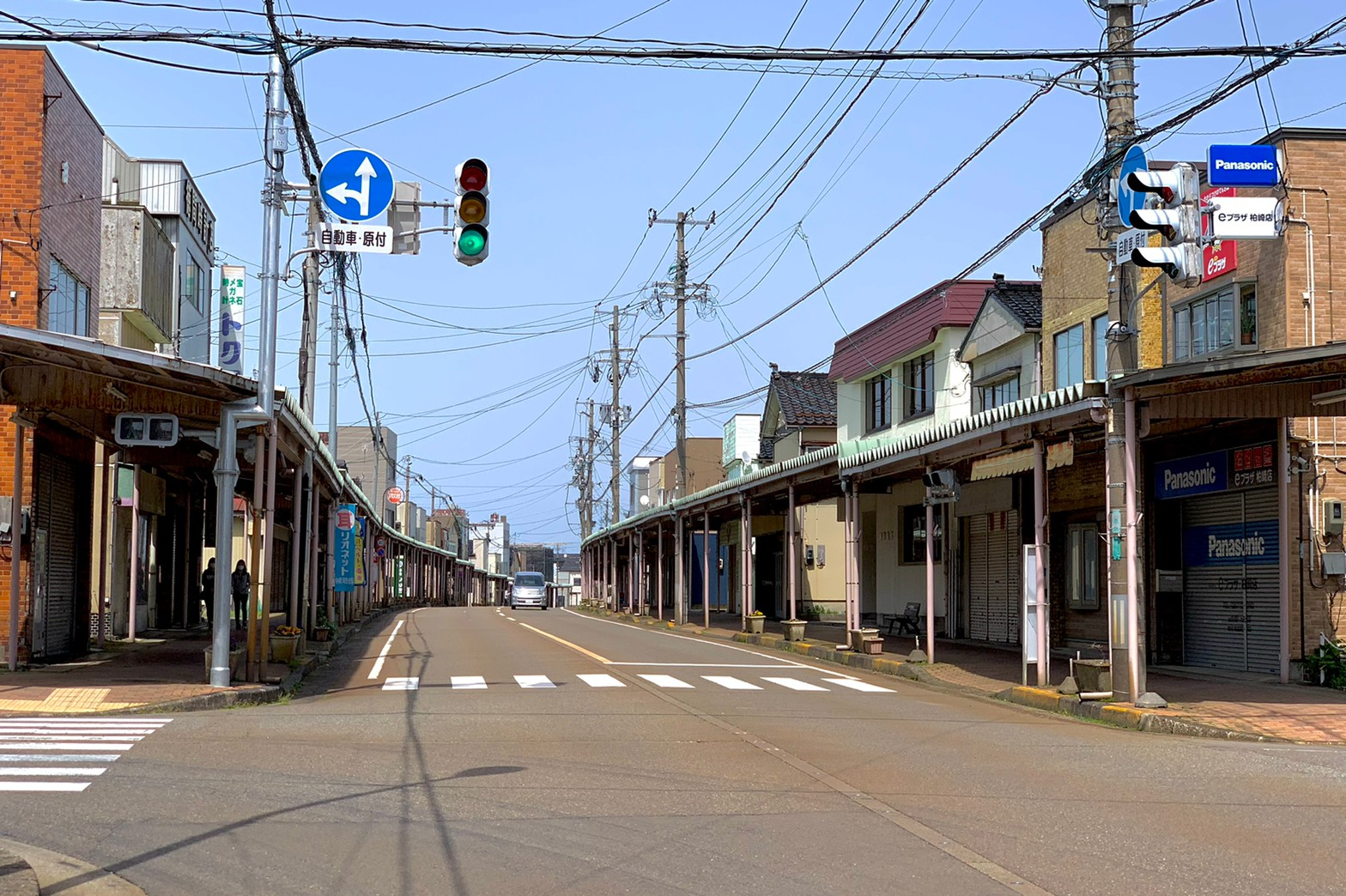
諏訪町アーケード商店街（新潟県道151号東柏崎停車場線）

周辺は柏崎市の副都心である。駅西側の街道沿いには歩道部にアーケードの架かる商店街がある。その西側にはかつて市役所があったが、2021年（令和3年）1月に移転した。
駅南西側はかつて御倉山（御蔵山）と呼ばれる丘になっていたが、土地造成のため殆どが切り崩された。
- 新潟県道151号東柏崎停車場線
- 柏崎警察署比角交番[9]
- 新潟県立柏崎常盤高等学校
- 新潟県立柏崎工業高等学校
- 新潟県立柏崎高等学校
- ドナルド・キーン・センター柏崎
- リケン 柏崎事業所
- 柏崎市陸上競技場
- 柏崎アクアパーク
- 潮風公園

## バス路線
駅の西側を走る県道沿いに越後交通の「諏訪町2丁目」バス停、「諏訪町3丁目」バス停がある。
- 荒浜・椎谷方面[10][11]
- 長岡方面[10][12]
- 東循環「ひまわり」[10]

## 隣の駅
東日本旅客鉄道（JR東日本）
■越後線
柏崎駅 - 東柏崎駅 - 西中通駅